# Оттава (Иллинойс)

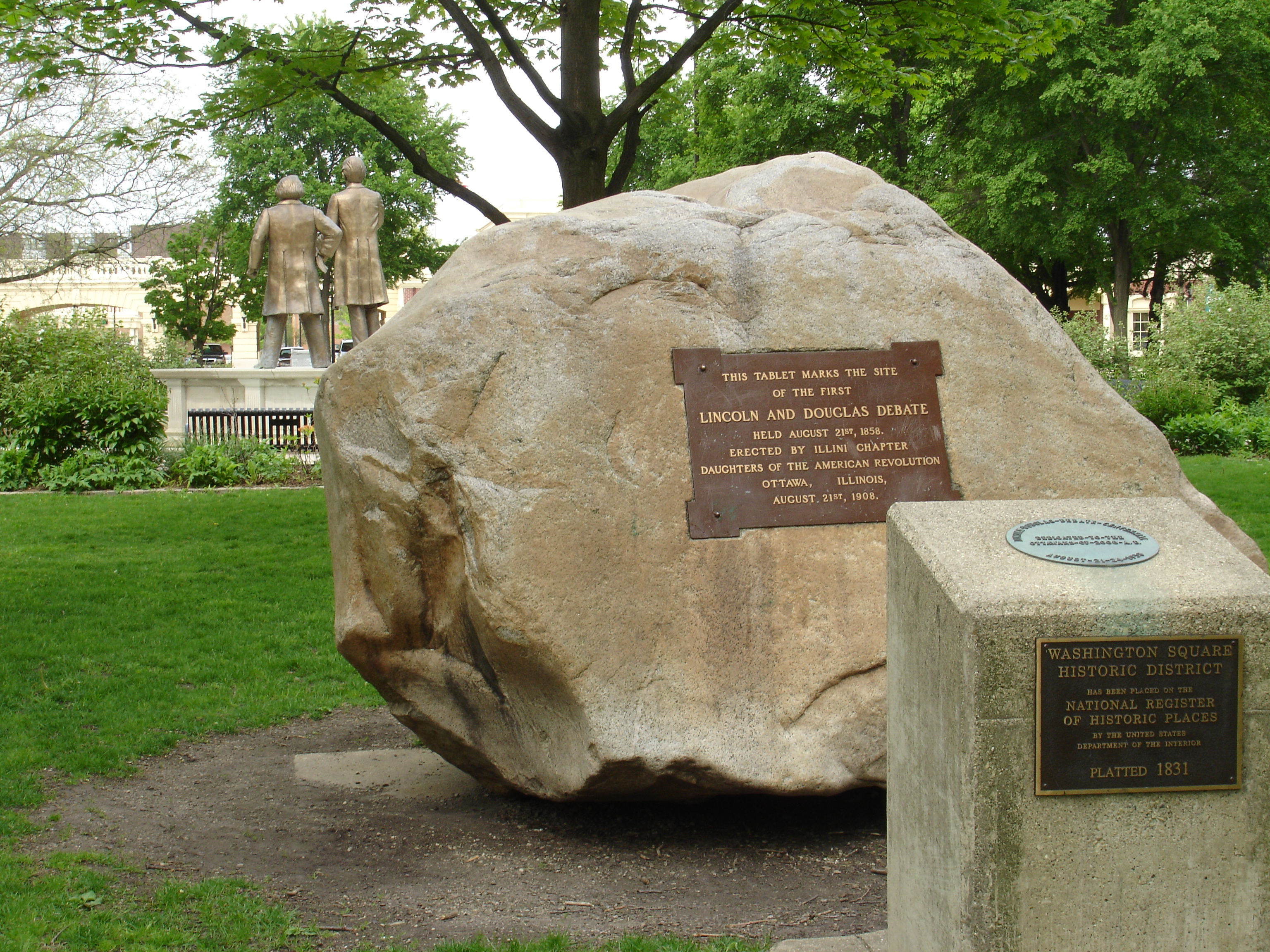
Место, где проходили первые дебаты А. Линкольна и С. Дугласа. Парк им. Вашингтона.

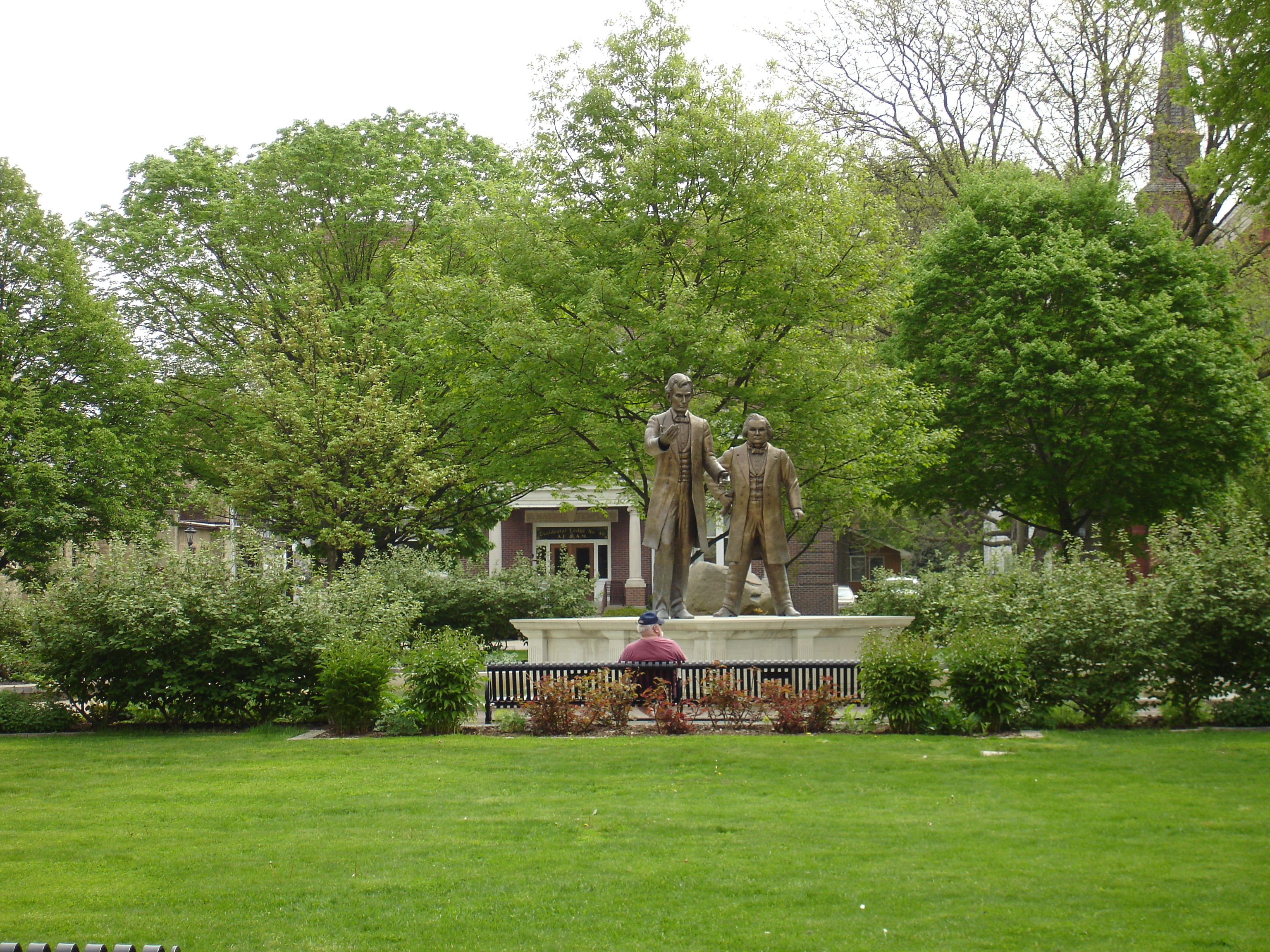
Статуи Линкольна и Дугласа в парке им. Вашингтона.

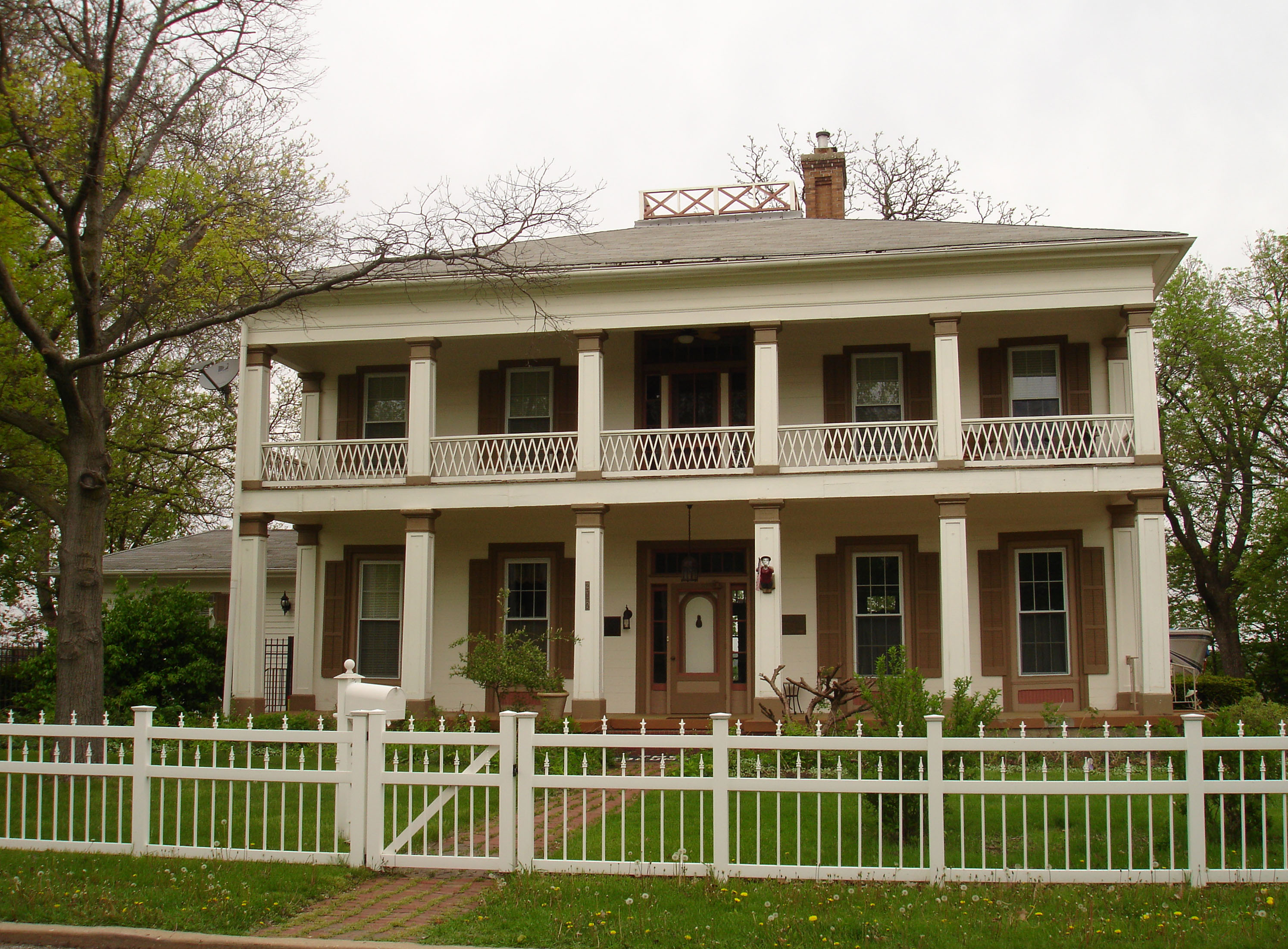
Дом Джона Хоссака

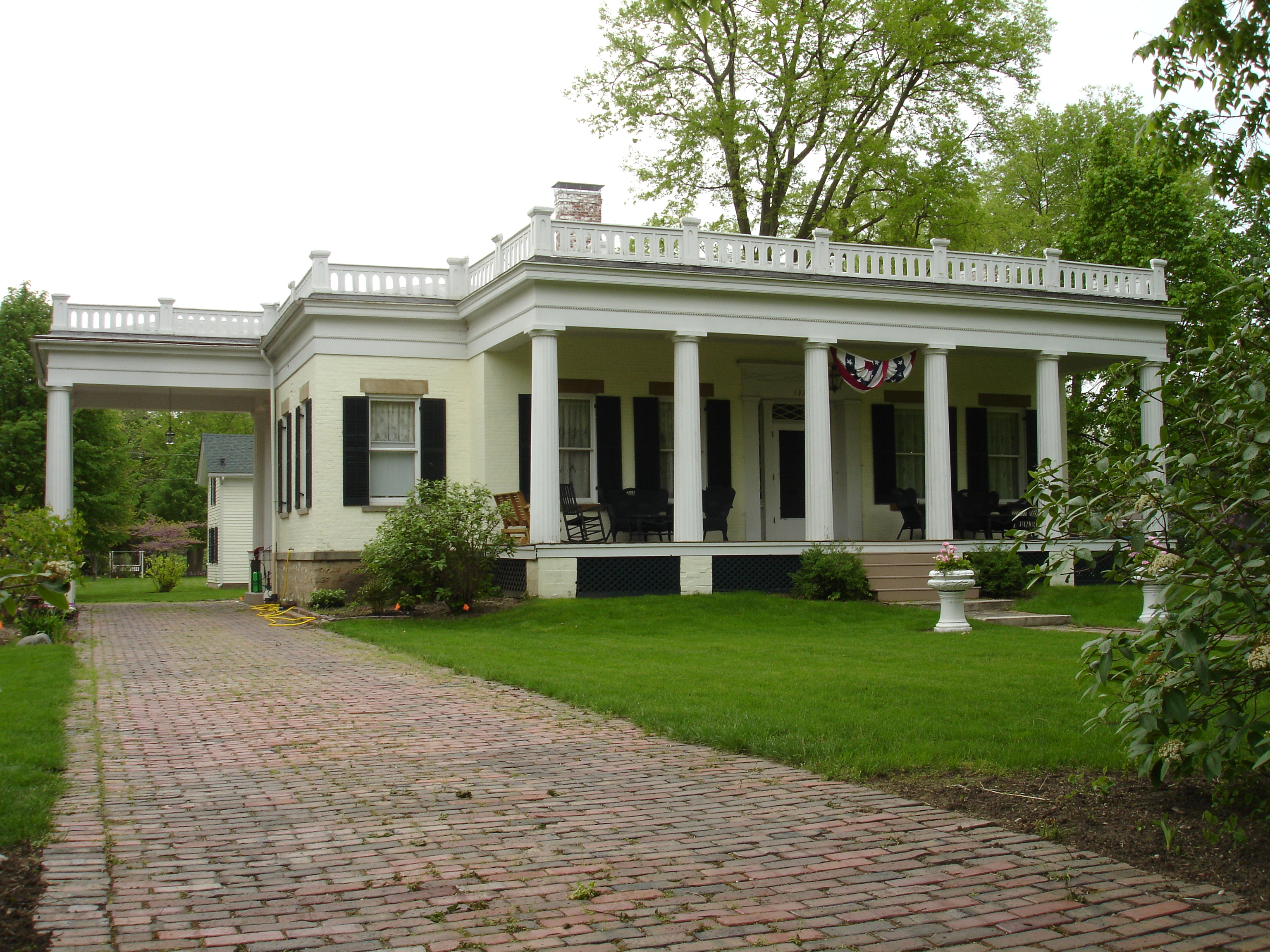
Дом Фишера-Нэша-Григгса.

Оттава (англ. Ottawa) — город, расположенный на слиянии рек Иллинойс и Фокс в округе Ла-Салл, штат Иллинойс, США. По состоянию на 2010 год в городе проживало 18 786 человек. Город является административным центром округа Ла-Салл и входит в состав микрополиса Оттава-Стритор.

## История
Оттава была местом первого раунда знаменитых дебатов 1858 года между Авраамом Линкольном и победившим его на выборах в сенат Стивеном Дугласом, который обвинил Линкольна в заговоре с целью отмены рабства.
Дом Джона Хоссака был одной из «станций» «Подпольной железной дороги» (тайной сети по спасению беглых рабов от рабовладельцев). Оттава была одним из узлов этой сети благодаря своей железной дороге, обычной дороге и речному транспорту. Многие жители города были активными аболиционистами. Здесь в 1859 году прямо из суда гражданскими активистами был похищен беглый раб Джим Грей, которого хотели вернуть владельцу. Позднее трое из активистов — Джон Хоссак, Джозеф Стаут и Джеймс Стаут — предстали перед судом в Чикаго за нарушение Закона о беглых рабах 1850 года.
Оттава также была важным пунктом канала Иллинойс — Мичиган (en:Illinois and Michigan Canal), который заканчивается в г. Ла-Салл штата Иллинойс, расположенном в чуть менее чем 20 км к западу от Оттавы. Канал в 19 веке служил связующим звеном между рекой Миссисипи, городом Чикаго и озером Мичиган.

## Скаутское движение
8 февраля 1910 года Уильям Диксон Бойс (William Dickson Boyce), живший в Оттаве, основал здесь организацию Бойскаутов Америки (en:Boy Scouts of America), а пять лет спустя здесь же учредил «Одиноких скаутов Америки» (en:Lone Scouts of America), позднее влившихся в первую организацию. Бойс похоронен в Оттаве, где в его память создан Музей скаутского движения.

## Промышленность
Благодаря многочисленным залежам богатого силикатами песка (который даже был отправлен на потерпевшем катастрофу шаттле «Колумбия» в космос для экспериментов) Оттава с конца 19 века служила крупным местом добычи песка и производства стекла. Одним из крупнейших местных работодателей является стеклянный завод Пилкингтона, наследник предприятия LOF (Либби-Оуэнс-Форд). Ранее сосредоточенный на производстве стекла для автомобильных нужд, сейчас завод производит специализированное стекло и абразивы, и в 2006 году провёл капитальную реконструкцию стоимостью в 50 миллионов долларов.
Также в городе имеется крупный завод по производству пластика в собственности корпорации SABIC.

### Радиационный скандал
В 1922 году из г. Перу в Иллинойсе в Оттаву переместилась компания Radium Dial Company (RDC). На ней работали множество молодых женщин, которые раскрашивали циферблаты часов для компании Westclox. В 1936 году компания RDC закрылась — это произошло через 2 года после того, как президент компании Джозеф Келли-старший покинул её и основал конкурирующую компанию Luminous Processes Inc. в нескольких кварталах по соседству.
В 1986 году на экраны вышел документальный фильм режиссёра Кэрол Лэнджер о судьбе девушек, работавших в компании, и позднее страдавших от лучевой болезни ввиду того, что краска для циферблата содержала радиоактивные материалы. Многие из них умерли в юном возрасте. Распространению радиации по городу способствовало то, что после закрытия завода многие горожане унесли к себе домой заводские вещи. После общественной реакции на фильм Агентство охраны окружающей среды США начало удаление заражённого материала с бывшей территории завода, причём работы продолжаются до настоящего времени.
Некоторые территории Оттавы всё ещё радиоактивны.

## Демография
Согласно американской переписи 2000 года, в городе проживало 18 307 человек, было 7510 жилых домов и 4889 семей.

## Туризм
Помимо упомянутого выше Скаутского музея, известного далеко за пределами штата, в городе имеется музей наследия скандинавских переселенцев, расположенный в старой лютеранской кирхе и несколько исторических поместий и парков (подробнее см. англоязычную версию данной статьи).